# Louis Marie Florent du Châtelet
Louis Marie Florent książę du Châtelet Lomont d’Haraucourt zwany Du Châtelet (ur. 20 listopada 1727 w Semur-en-Auxois, zm. 13 grudnia 1793 w Paryżu) – francuski dyplomata.
Był synem Florent Claude, markiza du Châtelet, i Gabrielle Émilie Le Tonnelier de Breteuil (znanej jako Émilie du Châtelet). W 1752 roku, w Wersalu poślubił Dianę Adelaïde de Rochechouart, z którą nie doczekał się potomstwa. Miał jednak siostrzenicę Diane-Adélaïde de Damas – przyszłą Madame de Simiane, która była córką Jacques-François i Zéphirine-Félicité de Rochechouart, siostry jego żony. Diane-Adélaïde de Damas, traktowała du Châteleta jak swojego rodzonego ojca, w 1777 poślubiła Charles-François de Simiane, oficera francuskiego (zm. 1784).
W latach 1761–1766 był francuskim ambasadorem w Wiedniu. W okresie luty 1768 – czerwiec 1770 był ambasadorem Francji w Londynie. Anglicy nie znosili go, był bowiem opryskliwy i kłótliwy. 13 grudnia 1793 roku został zgilotynowany przez rewolucjonistów.